# Šimanov (Žihobce)
Šimanov (německy Schiemenau) je malá vesnice, část obce Žihobce v okrese Klatovy v Plzeňském kraji. Nachází se asi čtyři kilometry jihozápadně od Žihobců a asi jeden kilometr východně od vrcholu kopce Sedlo. Šimanov leží v katastrálním území Šimanov na Šumavě o rozloze 2,97 km². Vesnicí protéká Šimanovský potok. Západně od Šimanova, o několik desítek metrů výše, se nachází osada Kokánov (dříve Kakánov).

## Historie
První písemná zmínka o vesnici pochází z roku 1563.

## Obyvatelstvo
| Rok            | 1869 | 1880 | 1890 | 1900 | 1910 | 1921 | 1930 | 1950 | 1961 | 1970 | 1980 | 1991 | 2001 | 2011 | 2021 |
| -------------- | ---- | ---- | ---- | ---- | ---- | ---- | ---- | ---- | ---- | ---- | ---- | ---- | ---- | ---- | ---- |
| Počet obyvatel | 222  | 248  | 207  | 221  | 232  | 216  | 226  | 104  | 103  | 104  | 73   | 44   | 29   | 23   | 35   |
| Počet domů     | 30   | 38   | 36   | 35   | 35   | 34   | 37   | 33   | 33   | 27   | 24   | 25   | 25   | 25   | 26   |

## Obecní správa
Při sčítání lidu v letech 1850–1960 Šimanov byl samostatnou obcí v okrese Sušice. V letech 1961–1979 byl částí obce Rozsedly v okrese Klatovy. Od 1. ledna 1980 je částí obce Žihobce v okrese Klatovy.

## Zajímavosti
V Šimanově se v roce 2001 narodila dívka, které chtěli rodiče dát jméno Půlnoční bouře.

## Fotogalerie

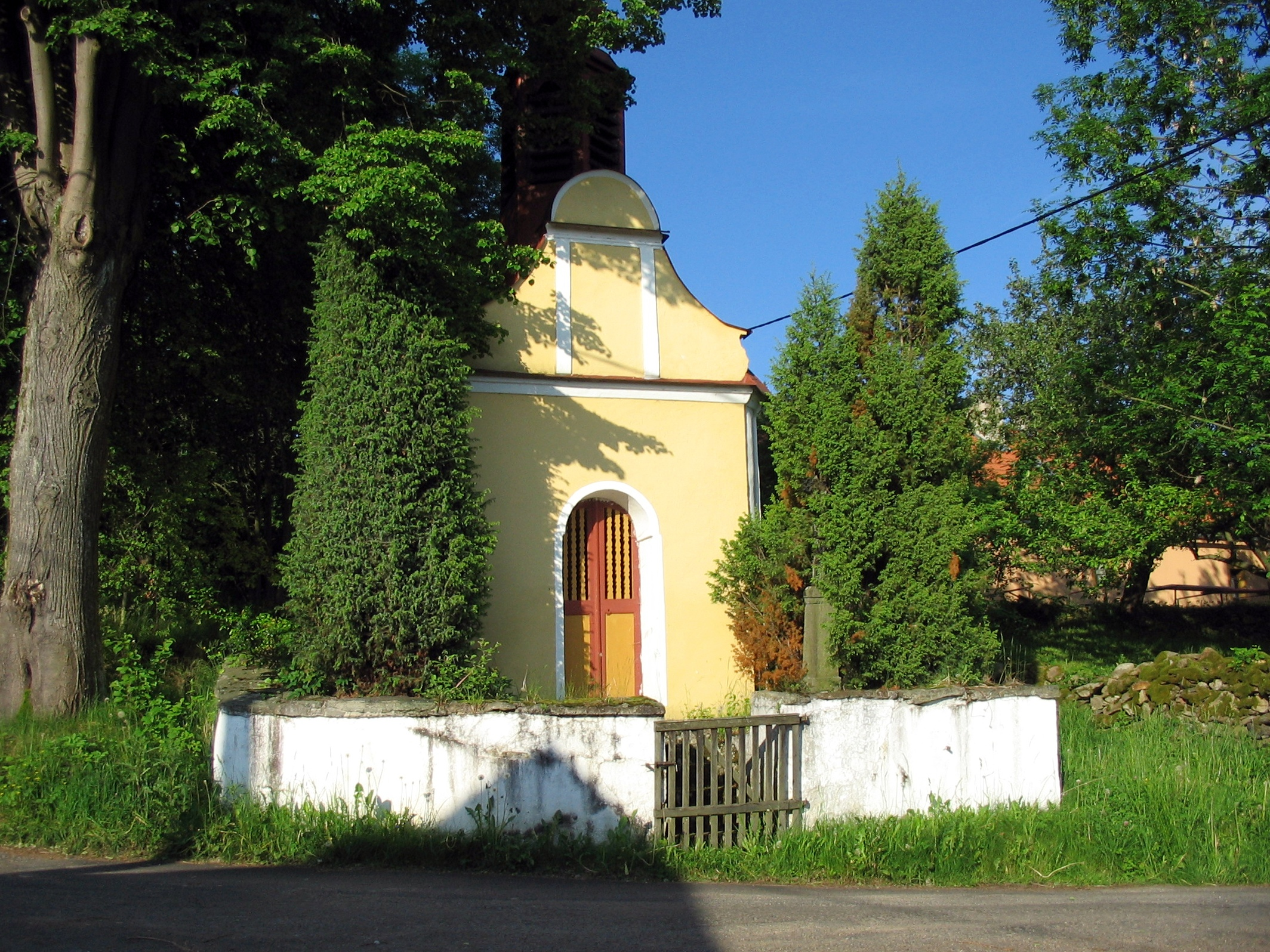
Kaple v Šimanově
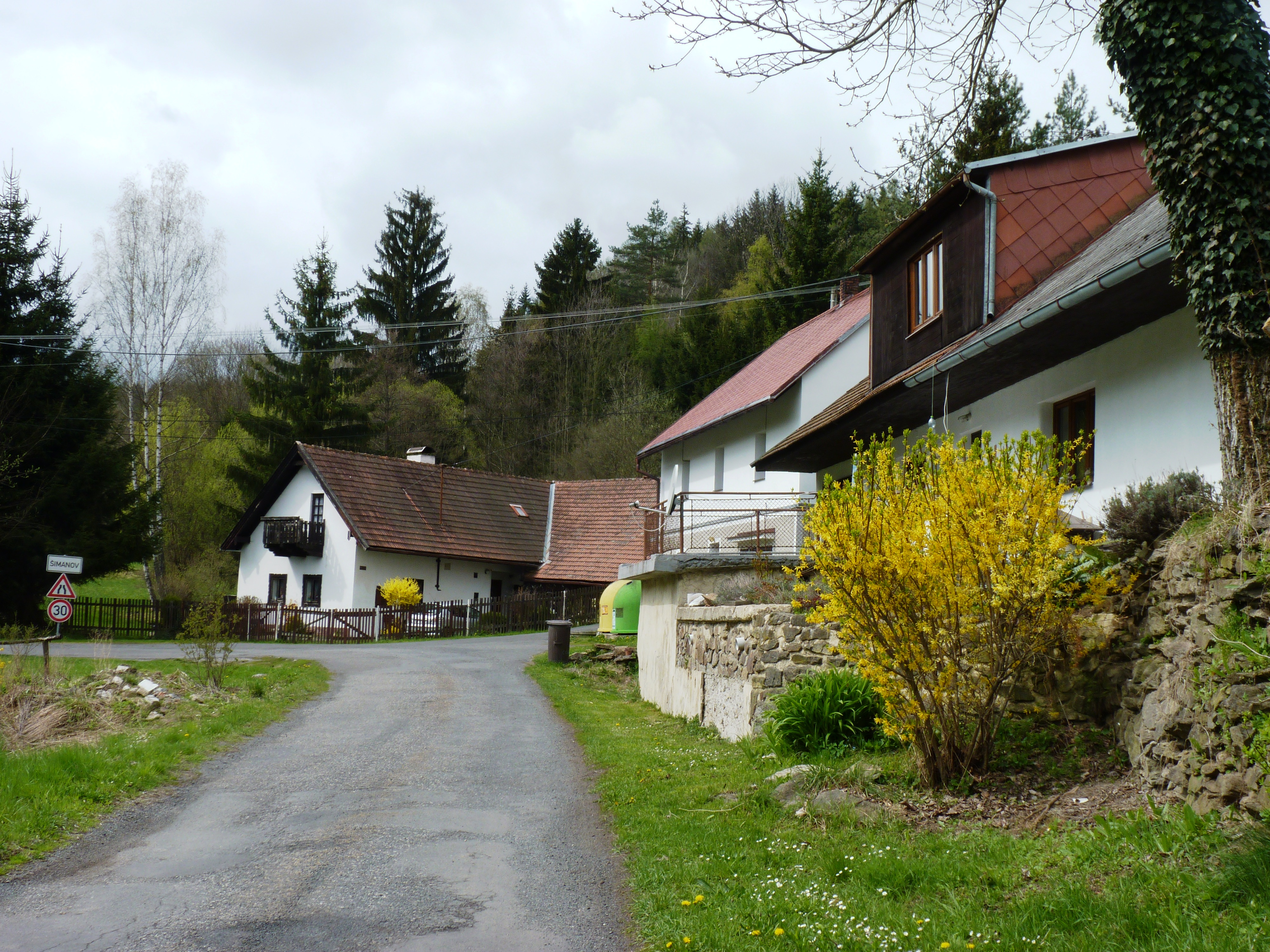
Místní domy
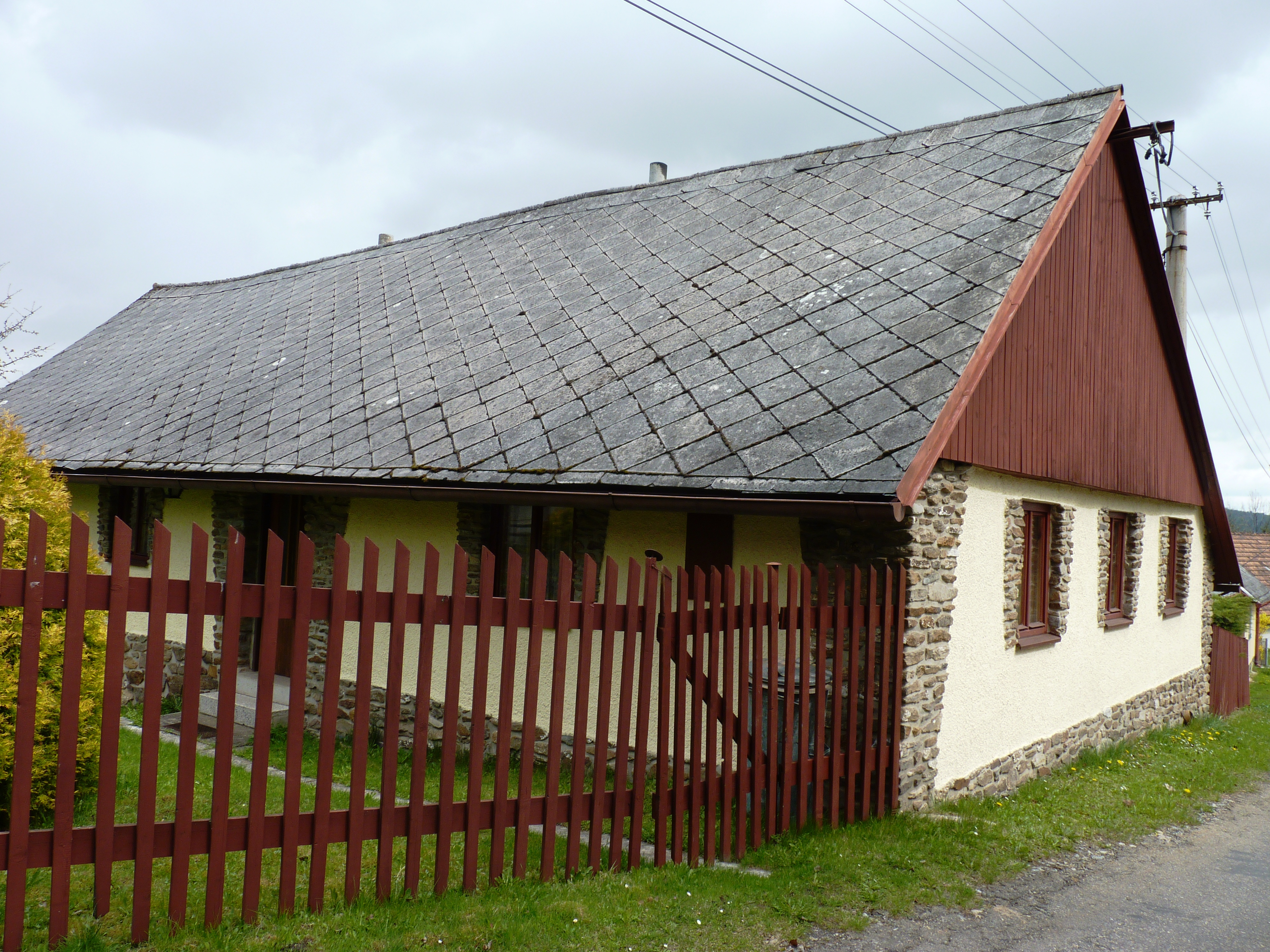
Místní chalupa
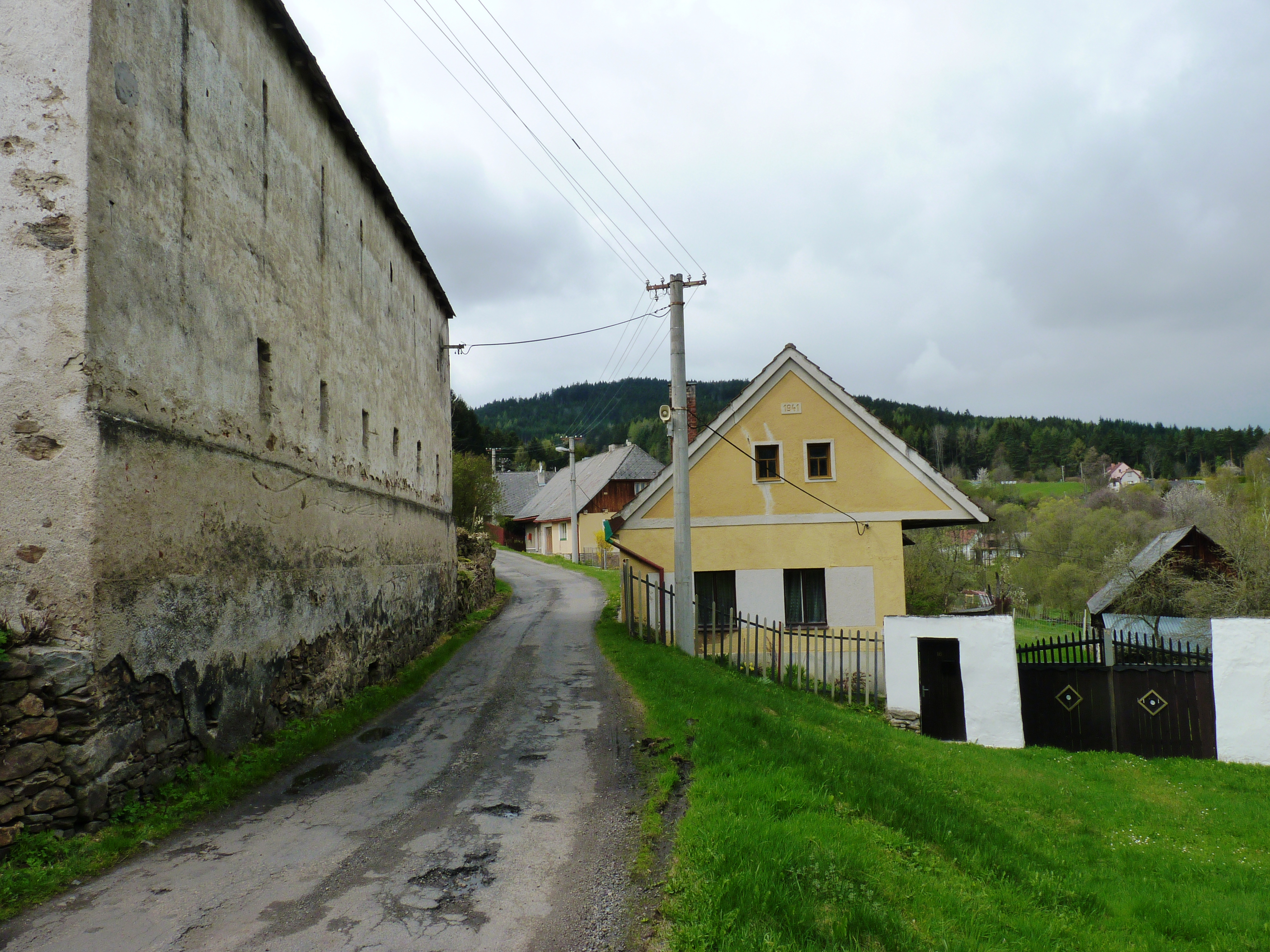
Cesta vedoucí Šimanovem